# Szełajewo (obwód irkucki)
Szełajewo (ros. Шелаево) – wieś (sieło) w Rosji, w obwodzie irkuckim, w rejonie tajszeckim. W 2010 liczyła 667 mieszkańców.